# Megan Quann
Megan Quann (Estados Unidos, 15 de enero de 1984) es una nadadora estadounidense retirada especializada en pruebas de estilo braza, donde consiguió ser campeona olímpica en 2000 en los 100 metros.

## Carrera deportiva
En los Juegos Olímpicos de Sídney 2000 ganó la medalla de oro en los 100 metros braza, con un tiempo de 1:07.05 segundos que fue récord del continente americano, por delante de la australiana Leisel Jones y la sudafricana Penny Heyns. También ganó la medalla de oro en los relevos de 4 x 100 metros estilos, con un tiempo de 3:58.30 segundos que fue récord del mundo, por delante de Australia y Japón.